# ウズベキスタン国民復興民主党
ウズベキスタン国民復興民主党（ウズベク語: O'zbekiston Milliy Tiklanish Demokratik Partiyasi / Ўзбекистон Миллий тикланиш демократик партияси 英語: Uzbekistan National Revival Democratic Party）はウズベキスタンの政党である。ウズベキスタン国民復興民主党はウズベキスタン人民民主党、ウズベキスタン自由民主党、公正社会民主党とともに、ウズベキスタンの公式政党として認可されている。

## イデオロギーと政策
ウズベキスタン国民復興民主党は1995年に結成されており、ウズベキスタンの政党の中では比較的女性の党員の割合が高い政党である。ウズベキスタン国民復興民主党はウズベク人の文化保護を強く打ち出しており、文化復古を掲げる一方で、中央アジアの他の国家との緊密な連携を築くことも模索している。ウズベキスタン国民復興民主党は中央アジア地域においてロシアが影響力を持つことに反対しており、この観点からユーラシア経済共同体の創設に批判的な立場をとっている。

## 選挙
2004年12月24日と2005年1月9日に行われた議会選挙では120議席中11議席を獲得した。2007年の大統領選挙においては、Hurshid Dustmuhammadを候補として擁立した。2019-2020年の総選挙では150議席中36議席を獲得し第2党。2024年の総選挙では29議席を獲得しやはり第2党となっている。

## 合併
2008年、ウズベキスタン国民復興民主党は共通の目標を持つ自己献身・国民民主党と合併の意志があると表明した。合併後もウズベキスタン国民復興民主党の名前で活動している。